# حلفى

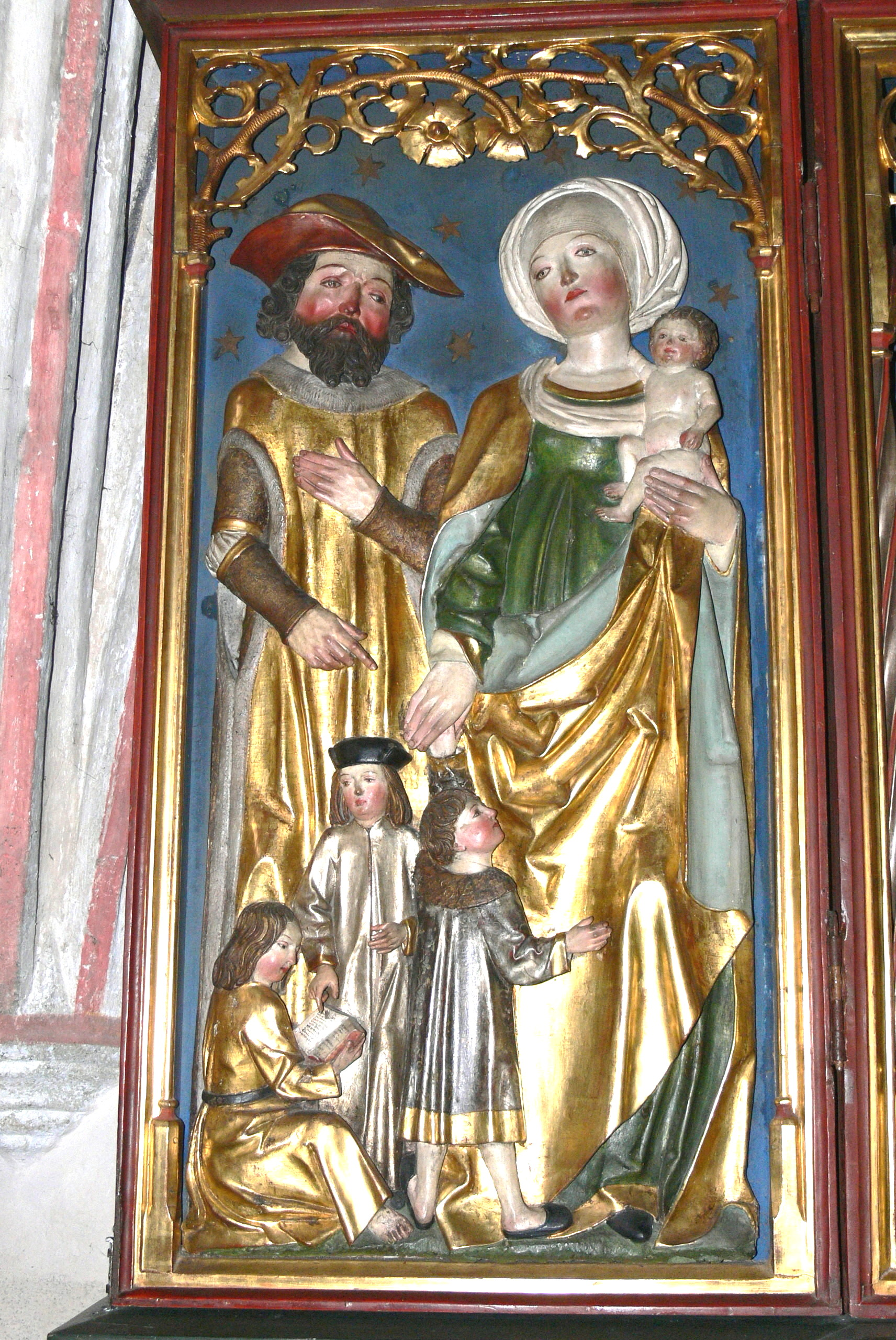

حلفى جاء ذكره في العهد الجديد لاثنين من رسل المسيح الاثني عشر:
- يعقوب بن حلفى
- تداوس

هناك العديد من المصادر التي تقول أن حلفى هو كلوبا وأن له علاقة قربى مع يسوع المسيح.
يقول لوقا الإنجيلى: أن جبرائيل الملاك أطلع مريم على أن نسيبتها أليصابات حبلى بابن في شيخوحتها (لوقا 1 : 26).
هذا معناه أن هناك صلة نسب بين مريم العذراء وأليصابت وأن كلوبا زوج أختها هو شقيق أليصابات وقد تزوج من مريم أخت العذراء وأنجب منها يعقوب ويوسى وسمعان ويهوذا.
وقد انتخب يسوع المسيح كل من يعقوب ويهوذا أبناء حلفى المصحف كلوبا ضمن الاثنى عشر رسولا. أما كلوبا أبيهم فانتخبه ضمن السبعون رسولا وقد ظهر له الرب بعد قيامته بينما كان في طريقه إلى عمواس مع لوقا الرسول وقد ذكره الأخير بالاسم بأنه كان يدعى كليوباس (لوقا 24 : 13، 18).